# Історія пошти і поштових марок Австралії
Історія пошти і поштових марок Австралії охоплює ранній, колоніальний, період XIX століття та етап розвитку поштового обслуговування у рамках єдиної держави, що веде свій початок з 1901 року.

## Колоніальний період
Наприкінці XIX століття поштові сполучення у колоніальній Австралії досягли високого ступеню розвитку. Кожна з п'яти колоній Австралійського континенту, так само як і острівні штати Тасманія та Нова Зеландія, мали самостійну, вірно організовану урядову пошту, яка знаходилась у підпорядкуванні головного поштового відомства Великої Британії (англ. General Post Office). Ці самоврядні австралійські та новозеландська колонії випускали свої власні поштові марки:
- Новий Південний Уельс[en] — з 1850 року;
- Вікторія — з 1850;
- Тасманія — з 1853;
- Західна Австралія — з 1854;
- Південна Австралія — з 1855;
- Нова Зеландія — з 1855;
- Квінсленд — з 1860.

З 1891 року всі ці колонії утворили поштовий союз з одноманітною таксою; разом вони експлуатували і поштово-пароплавні сполучення з Європою, Азією та Америкою. У тому ж 1891 році британські колонії в Австралії долучилися до Всесвітнього поштового союзу (ВПС). При цьому на всесвітніх поштових конгресах всім британським колоніям у Австралії, разом взятим, надавався один голос. Здійснена на віденському конгресі 1891 року спроба країн-членів ВПС до зниження транзитної платні не увінчалася успіхом внаслідок того, що австралійські колонії своє приєднання до союзу ставили у залежність від збереження минулих ставок.
Окрім звичайних поштових послуг, у колоніях здійснювалися кредитно-поштові операції з використанням так званих поштових нот, або бон (англ. postal orders). Вони являли собою поштові перекази на невеликі визначені суми, які продавалися у поштових закладах за номінальною ціною з надбавкою комісійного збору і протягом певного терміну могли бути пред'явлені для оплати у будь-якому поштовому закладі, що здійснює відповідні операції. Виставлені на невеликі суми, ці бони були свого роду цінними паперами на представника, для яких було встановлено обмежений термін дії (здебільшого 3 місяці).

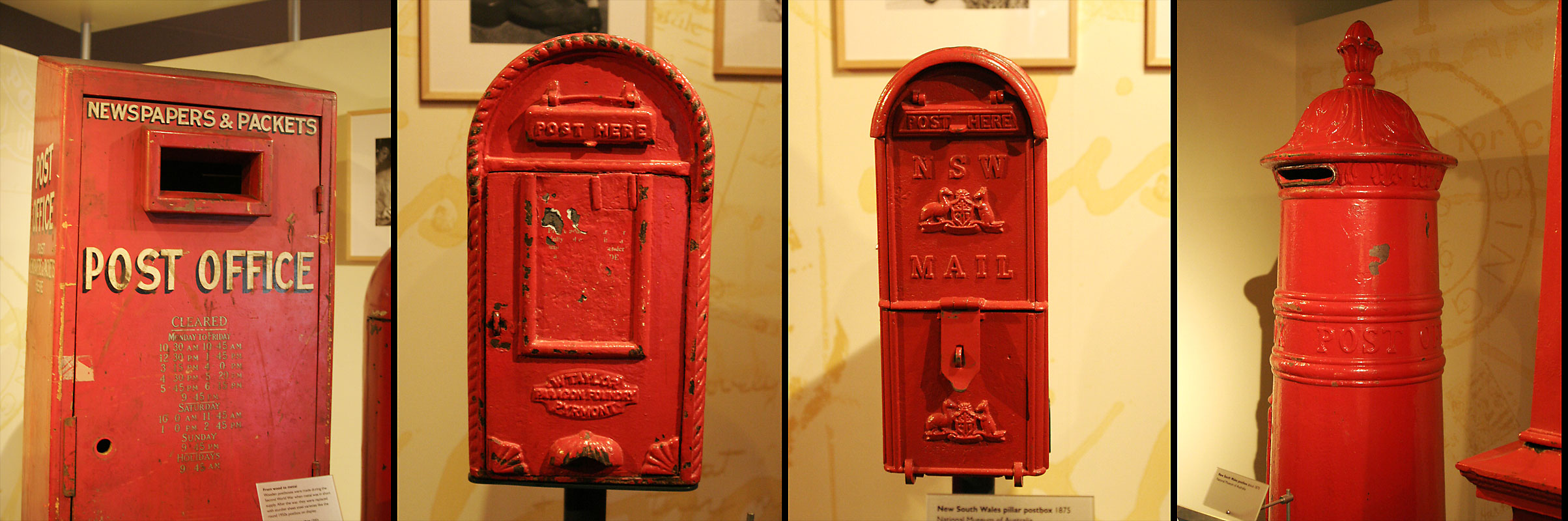
Старовинні австралійські поштові скриньки. Національний музей Австралії

## Створення Австралійського Союзу
1 січня 1901 року шість самоврядних австралійських колоній (виключаючи Нову Зеландію) утворили Австралія. Відповідно до розділу 51(v) Конституції Австралійського Союзу 1900 року (англ. Section 51(v) of the Commonwealth of Australia Constitution 1900), «поштовий, телеграфний, телефонний та інші подібні види зв'язку» стали сферою відповідальності Союзу.
1 березня 1901 року було започатковано міністерство пошт (англ. Postmaster-General’s Department) Австралійського Союзу (це відомство було розформовано 1 липня 1975 року із створенням Пошти Австралії (англ. Australia Post). Усі поштові марки колоній, що знаходились на той час у поводженні, продовжували продаватись, ставши фактично марками Австралійського Союзу. Деякі з них продовжували використовувати ще певний час після випуску у 1913 році єдиної серії поштових марок Союзу. При цьому вони зберігали франкувальну силу до 14 лютого 1966 року, коли введення десяткової грошової системи зробило всі поштові марки з номіналами, зазначеними у попередній валюті, непридатними для використання.
Обставини, що склались виключили можливість негайного випуску єдиної серії марок для знову створеного Союзу. Але таких перешкод не було для емісії серії доплатних марок. Перший їх випуск, до основи малюнку якого ліг малюнок доплатних марок Нового Південного Уельсу, з'явився у липні 1902 року.

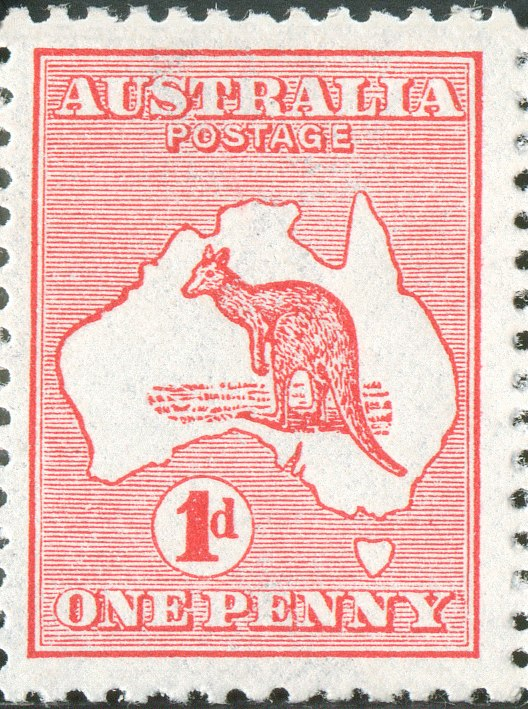
Марка Австралії «Кенгуру і мапа» (1913, 1 пенні)

Єдині поштові тарифи було введено на всій території Союзу 1 травня 1911 року у зв'язку з розповсюдженням внутрішнього поштового тарифу Великої Британії (Імперської пенні-пошти — англ. Penny Post) номіналом у 1 пенні (1d) за половину унції на Австралію, оскільки вона входила до складу Британської імперії. Таким чином, 1 пенні став універсальним внутрішнім поштовим тарифом. 1911 року також з'явилися поштові картки і секретки номіналом у 1 пенні. У тому ж році міністерство пошт провело конкурс на створення єдиної серії поштових марок Австралійського Союзу. На конкурс надійшло понад тисячу заявок.

## Перші випуски Австралійського Союзу
Власне австралійська філателія починається з 2 січня 1913 року, коли вийшла поштова марка червоного кольору номіналом у 1 пенні «Кенгуру і мапа», малюнок якої являв собою частково адаптовану заявку, що посіла перше місце на конкурсі зі створення поштових марок. Це була перша стандартна марка з єдиним написом «Австралія». У першому стандартному випуску налічувалось 15 марок з номіналами від півпенні (½d) до двох фунтів (£2).
Марки із зображенням кенгуру і мапи було замовлено урядом Фішера (англ. Second Fisher Ministry), до складу якого входили декілька прореспубліканців, які енергійно заперечували проти зображення профілю британського монарха на австралійських марках.

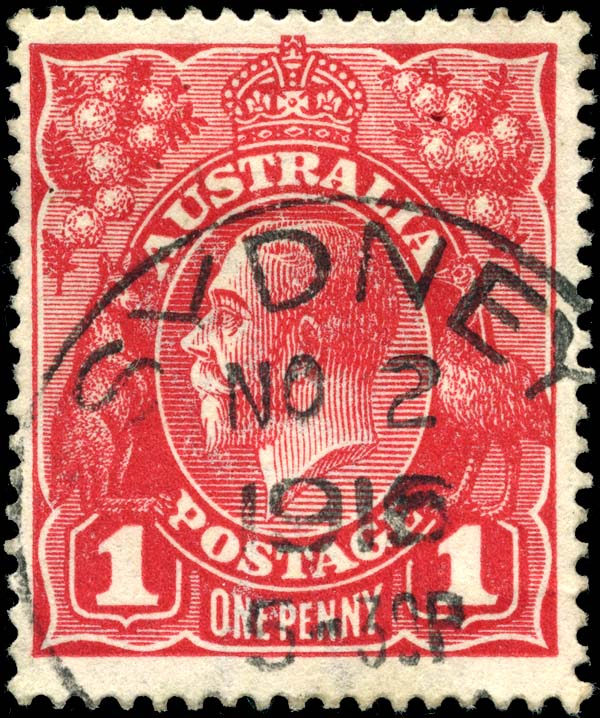
Марка Австралії з профілем Георга V (1914), номіналом у 1 пенні, погашена у Сіднеї (1916)

Перше, що зробив уряд Кука (англ. Cook Ministry), який склав присягу 14 червня 1913 року, — замовив серію поштових марок із зображенням профілю Георга V. 8 грудня 1913 року вийшла перша марка з цього випуску номіналом у 1 пенні карміново-червоного кольору (гравюра). Невдовзі з'явились марки, віддруковані друкарським способом, з номіналами від півпенні до 1/4d (один шилінг чотири пенси). Потім міністерство пошт Австралії продовжило випуск марок обох типів малюнків — «Кенгуру и мапа» випускались упродовж 38 років, а «Георг V» — 23 роки.

## Види і тематика марок Австралії

### Стандартні марки
Після вступу на трон Георга VI у 1937 році і до початку 1970-х років на стандартних випусках Австралії зображувався його профіль, флора і фауна Австралії. Однак, особливо наприкінці 1950-х років, зображення монарха — а саме Єлизавети II — з'являлось, переважно, на стандартних марках Австралії базового внутрішнього тарифу за пересилання листів і на марках ще нижчих номіналів. З введенням десяткової грошової системи 14 лютого 1966 року було випущено 24 нових стандартних марок: монарха було зображено на марках низьких номіналів (від 1 до 3 центів) і на марці з базовим внутрішнім тарифом для пересилання листів (4 центи), а на решті марок були зображені птахи Австралії, морська флора і фауна Австралії та морські мандрівники, що першими дослідили Австралію (англ. European exploration of Australia). Особливістю цього випуску стало те, що коли спостерігався пряме переведення номіналу, малюнок було змінено, відображаючи новий номінал у десятковій грошовій системі. Наприклад, випущена 21 квітня 1965 року стандартна марка номіналом у два шилінга і шість пенсів (2/6d) із зображенням одного з видів птахів — червоноволого тоутоваї Petroica boodang стала новою маркою номіналом у 25 центів у десятковій грошовій системі. Аналогічним чином стандартна марка номіналом у два фунти (£2), що вийшла 26 серпня 1964 року і присвячена Філіпу Паркеру Кінгу (англ. Phillip Parker King), стала новою маркою номіналом у 4 долари у десятковій грошовій системі.
Остання стандартна марка для базового внутрішнього тарифу для пересилання листів із зображенням монарха з'явилась 1 жовтня 1971 року. Після цього темами малюнків усіх австралійських стандартних випусків стали флора, фауна, рептилії, метелики, морські тварини, дорогоцінне каміння, картини, вироби кустарних промислів, образотворче мистецтво, громадське життя і т. ін. Починаючи з 1980 року, на честь дня народження чинного монарха щорічно випускається одна поштова марка.

### Коммеморативніта спеціальні марки

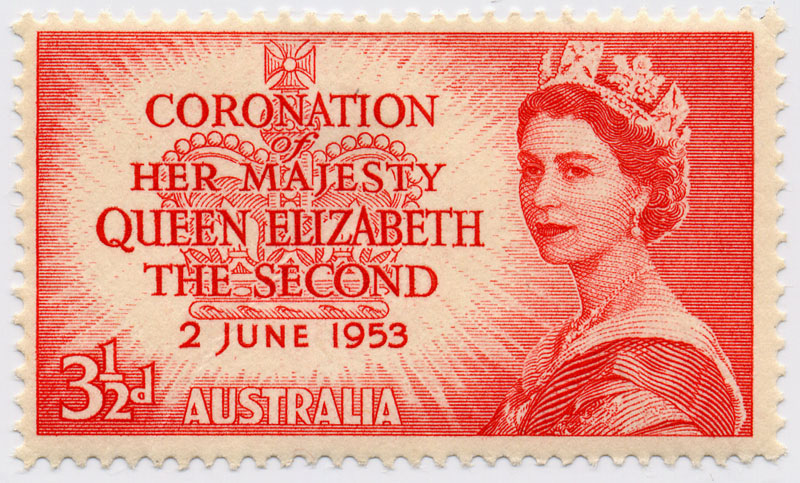
Марка Австралії з приводу коронації Єлизавети II (1953, 3½ центи)

Перша пам'ятна марка Австралії вийшла 9 травня 1927 року з приводу відкриття першої будівлі парламенту у Канберрі (англ. Old Parliament House, Canberra). Надалі пам'ятні випуски з'являлись регулярно, відзначаючи досягнення Австралії та віхи в історії Австралії.
Перші різнокольорові австралійські поштові марки було видано 31 жовтня 1956 року у складі пам'ятного випуску, присвяченого до Олімпійських ігор у Мельбурні. Марки було надруковано за кордоном. Перша надрукована у Австралії різнокольорова марка, що відзначила 50-річчя експедиції вглиб Австралії (англ. Australian Inland Mission), вийшла у поводження 5 вересня 1962 року.

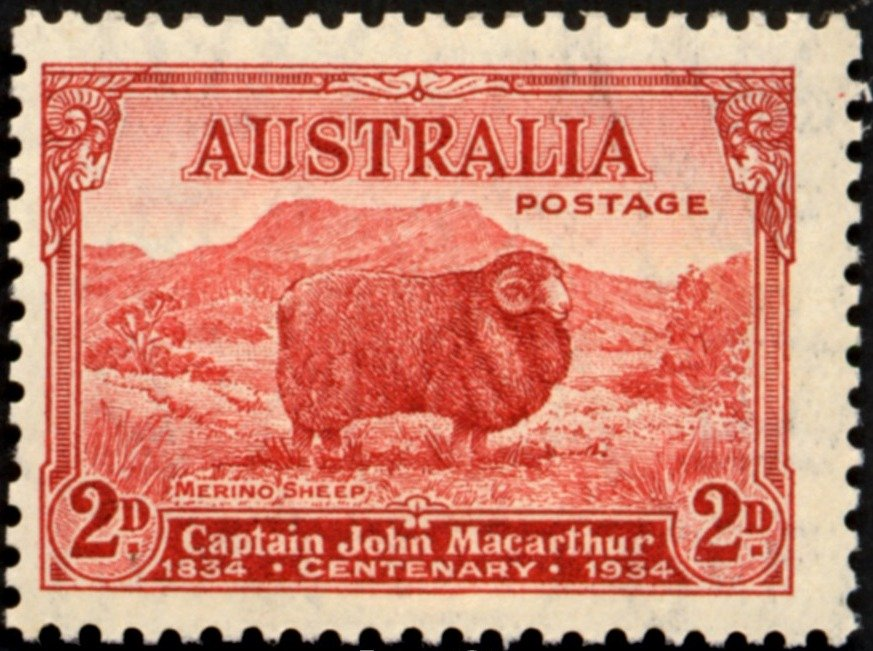
Марка Австралії до 100-ліття з дня смерті Джона Макартура (1934, 2 центи)

До 1997 року єдиними живими людьми, які зображувались на поштових марках Австралії, були чинний монарх та інші члени британської королівської родини. Після 1997 року Пошта Австралії стала випускати марки, присвячені живим австралійцям. Зокрема, австралійцям, які мають на своєму рахунку значні досягнення, присвячується щорічний випуск «Австралійські легенди» (англ. Australian Legends).
Починаючи з 1993 року, у жовтні щороку Пошта Австралії присвячує місяцю колекціювання марок спеціальні тематичні випуски, що цікавлять дітей: домашні тварини, дика фауна і космос.
Починаючи з Олімпійських ігор у Сіднеї 2000 року, під час літніх та зимових Олімпійських ігор випускаються поштові марки із зображеннями австралійців, які завоювали золоту олімпійську медаль, що виходять наступного ж робочого дня після такого досягнення спортсмена.

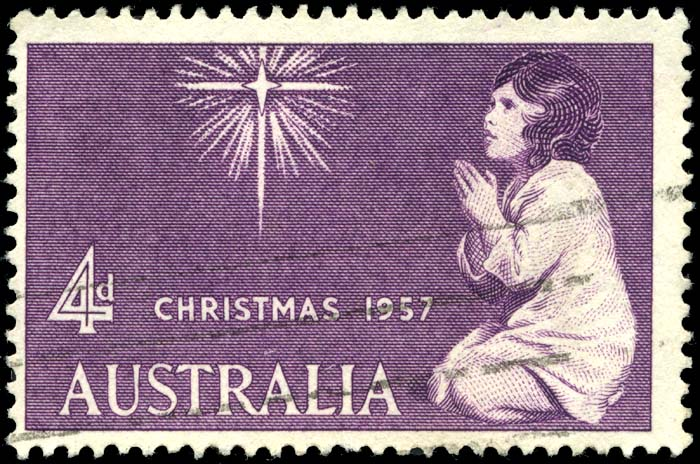
Перша різдвяна марка Австралії (1957, 4 центи)

Виготовлялося також багато спеціальних випусків. Перша різдвяна марка з'явилася 6 листопада 1957 року. У останні роки такі марки випускаються як з релігійними, так і зі світськими сюжетами.

### Авіапоштові марки
Перша авіапоштова марка Австралії вийшла 20 травня 1929 року. Спеціальна авіапоштова марка номіналом у три пенси (3d) застосовувалась для франкування пошти, що відправлялась авіарейсами за маршрутом Перт—Аделаїда (англ. West Australian Airways). Вартість такого пересилання становила 3 пенси за ½ унції ваги додатково до звичайного поштового тарифу. 19 березня 1931 року і 4 листопада 1931 року були випущені ще дві марки авіапошти, обидві номіналом у шість пенсів. Після цього для оплати пересилки повітрям служили звичайні стандартні поштові марки.

### Інші види поштових марок
У 1960 році було впроваджено автомати з продажу знаків поштової сплати з приймачами монет, які у тій або іншій формі продовжують надавати послуги населенню донині. Це, наприклад, автомати з продажу марок «Фрама» (англ. Frama), що вперше з'явилися у 1984 році та введені до експлуатації 2003 року, а також з продажу різноманітних маркових зошитів (англ. postage stamp booklet). Випуск зошитів марок було припинено у 1973 році, але було відновлено через декілька років. Зошити марок продавалися у банкоматах «Адванс-Банку» (англ. Advance Bank) у період з 1984 року до його злиття з St. George Bank у 1996 році. Це був перший (і, на сьогодні, єдиний) австралійський випуск поштових марок трикутної форми.
Поштові марки-самоклейки (англ. self-adhesive stamps) вперше з'явилися у 1990 році. Перші пам'ятні самоклейки вийшли до поводження у 1993 році. Марки-самоклейки завоювали популярність у населення і дуже скоро стали найбільш уживанішими, ніж марки з клейовим шаром. Австралія випускає варіанти з клейовим шаром всіх самоклейок.

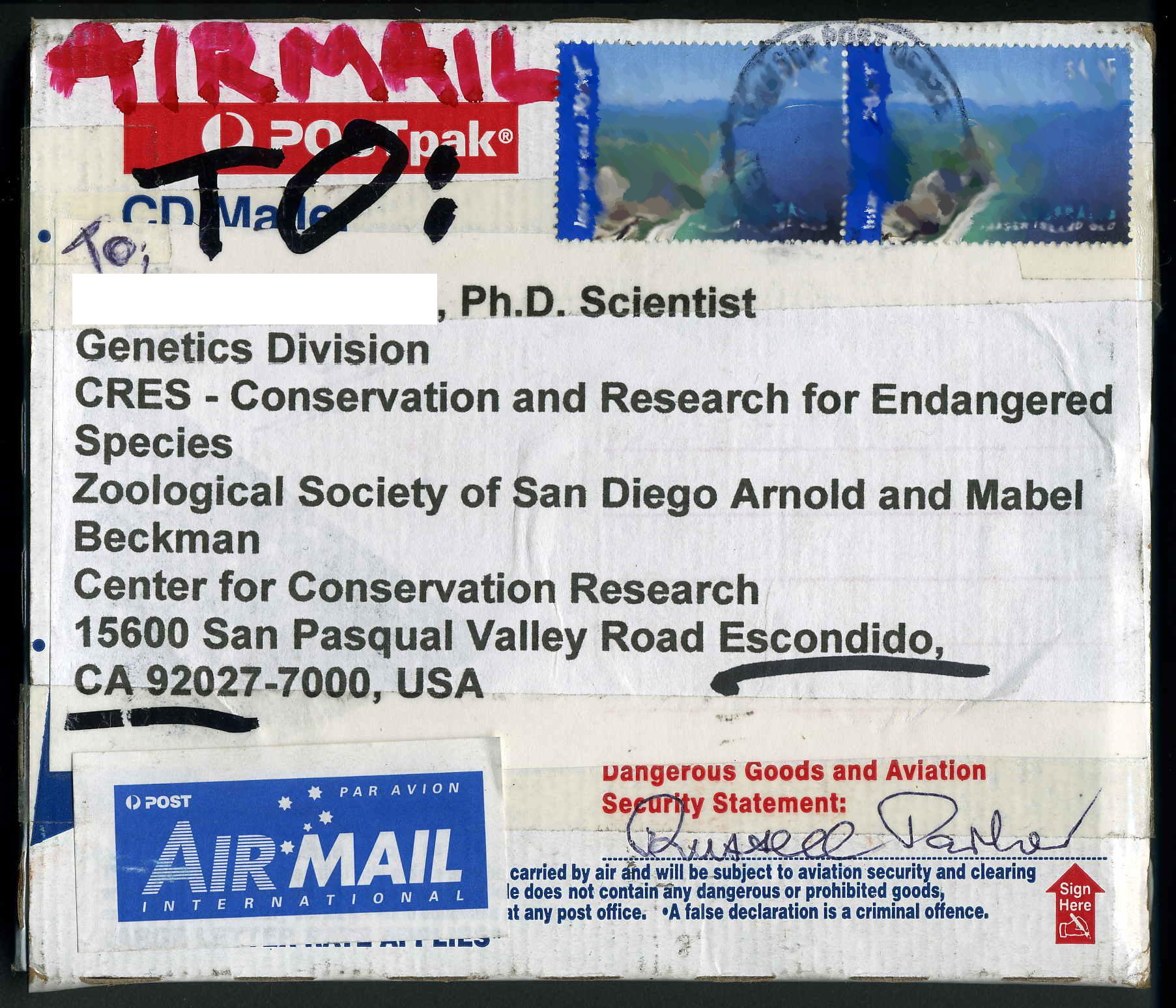
Авіапоштове відправлення Австралії в пакуванні «POSTpak» (для пересилання CD), з марками «International Post» та авіапоштовою наклейкою (2007)

Поштові марки з персоніфікованими купонами було введено у 1999 році. Пошта Австралії також використовувала купони для звернення до тем і персоналій, що не вважаються достатньо визначними, щоб їм можна було присвятити окрему марку.
Після введення у 2001 році податку на товари та послуги (англ. Goods and Services Tax) випускаються окремі марки для сплати внутрішнього і міжнародного поштового тарифу. Поштові марки з написом «International Post» («Міжнародна пошта») не придатні для сплати внутрішнього поштового тарифу. Внутрішні марки можуть бути використані для міжнародного пересилання, але їх фактична номінальна вартість при цьому зменшується (потрібно віднімати податкову складову).
З 1913 по 1930 державні органи Австралійського союзу і штатів використовували перфіни — марки з проколами «OS» (скорочення від «англ. Official Stamp» — «офіційна марка»). 1931 року від використання проколів відмовились, і на марках для державної кореспонденції почали робити наддрук «OS». У лютому 1933 року було прийнято рішення, що для державної пошти поштові марки більше не потрібні. Виключенням з правила, що обмежує використання марок з наддруком «OS» лише державними органами, стала авіапоштова марка номіналом у 6 пенсів, випущена 4 листопада 1931 року. Марка з наддруком «OS» продавалась у поштових відділеннях для запобігання спекуляціям і була придатна для всіх видів поштових відправлень.
Австралія випускала спільні випуски з Новою Зеландією (у 1958, 1963 і 1988 роках), Великою Британією (1963, 1988 та 2005), з деякими зі своїх зовнішніх територій; 1965), США (1988), СРСР (1990), КНР (1995), Індонезією (1996), Сингапуром (1998), Грецією (2000), Гонконгом (2001), Швецією (2001), Францією (2002) і Таїландом (2002).

## Зовнішні території
Кожна зовнішня територія Австралії має свою власну історію розвитку пошти і філателії.

### Острів Норфолк
острів Норфолк, який раніше знаходився під управлінням Нового Південного Уельсу, що постачав його поштовими марками після 1877 року, у період з 1913 по 1947 використовував австралійські марки. 10 червня 1947 року Норфолк випустив власні поштові марки і отримав поштову незалежність, яку зберігає досі.

### Території Папуа і Нова Гвінея
Територія Папуа, що офіційно була британською колонією, але знаходилась під управлінням Австралії, випускала власні поштові марки з 1901 року, а до того у поводженні знаходились марки Квінсленду. Марки Австралії з'явились там у період з 1945 по 1953 для нової Території Папуа Нової Гвінеї.

### Острів Різдва та Кокосові острови
Передані від Сингапуру Австралії Великою Британією у 1950-ті роки, острів Різдва і Кокосові острови поступово й окремо інтегрувались
У той час як острів Різдва випускав власні поштові марки і користувався незалежністю з 1958 року, на Кокосових островах використовувалися марки Австралії з 1952 року й до здобуття ними поштової незалежності у 1979 році, хоча перші поштові марки Кокосових островів були випущені у 1963 році. Обидві території втратили поштову незалежність, коли перейшли до юрисдикції Пошти Австралії: острів Різдва — у 1993 році, а Кокосові острови — у 1994 році. Внаслідок цього їхні поштові марки набули франкувальної сили на території Австралії, а поштові марки Австралії — на території цих островів.

### Австралійська антарктична територія
На Австралійській антарктичній території завжди використовувались поштові марки Австралії, але після 27 березня 1957 року від їх використання відмовились і стали випускати спеціальні марки з написом англ. «Australian Antarctic Territory». Ці марки придатні також для франкування поштових відправлень на території Австралії.

## Військова окупація та підмандатні території
У рамках бойових дій, у яких Австралія брала участь під час Першої світової війни, вона окупувала дві колонії Німеччини: Німецька Нова Гвінея і Науру (Німецькі Маршалові острови). На марках німецьких колоній і Великої Британії було зроблено наддрук. У 1920-ті роки Австралія випускала поштові марки від імені цих двох територій як частину своїх зобов'язань відповідно до мандату Ліги Націй. Після окупації Науру і Нової Гвінеї японцями марки Австралії використовувались наприкінці 1945 року, поки були у наявності останні серії Науру. На Території Папуа та на мандатній Території Нової Гвінеї марки Австралії були у поводженні з 1945 по 1953 рік. Нова об'єднана Територія Папуа Нова Гвінея отримала власні марки з Австралії до самого здобуття незалежності у 1975 році.
У період з жовтня 1946 року по лютий 1949 року на поштових марках Австралії, що використовувалися військовими поштовими відділеннями у окупованій Японії, було зроблено наддрук «B.C.O.F. / JAPAN / 1946» («Окупаційні сили Британської співдружності / ЯПОНІЯ / 1946») з метою запобігання валютним спекуляціям.

## Цікаві факти
- До 200-ліття поштової служби країни монетний двір австралійського міста Перт відкарбував у 2009 році монети у формі поштової марки.[11]